# Trois-Rivières (Guadeloupe)
Trois-Rivières (Guadeloupe-Kreolisch: Twarivyè) ist eine Gemeinde mit 7519 Einwohnern (Stand 1. Januar 2022) im französischen Überseedépartement Guadeloupe. Die Einwohner nennen sich Trois-Rivériens oder Trois-Riverains.

## Geografie
Der höchste Punkt in der Gemeinde ist ein erloschener Vulkan, der Volcan de la Citerne auf 1150 m. ü. M. im Massiv de la Madeleine. In dessen Nähe befindet sich auch der 961 m hohe Piton de l'Herminier. Der Nationalpark Guadeloupe erstreckt sich auch über Trois-Rivières. Der Ortsname wurde von den drei unterschiedlichen Küstenabschnitten abgeleitet. Das sind die Rivière du trou au Chien, die 7,4 km lang ist und nach Capesterre-Belle-Eau hinüberragt, die Rivière du Petit-Carbet und die Rivière de Grand-Anse, die 7,2 km lang ist und sich bis Gourbeyre erstreckt. Eine weitere Nachbargemeinde ist Vieux-Fort. Trois-Rivières grenzt an das Karibische Meer. Der Flughafen Pointe-à-Pitre ist 65 Kilometer entfernt.

## Geschichte
Im Gemeindegebiet gibt es zahlreiche Zeugnisse präkolumbischer Kultur – Petroglyphen aus dem 4. Jahrhundert v. Chr. Eine erste Erwähnung des Ortes stammt aus dem Jahr 1640. Der Ortsname rührt von drei Wasserläufen (Rivières=Flüsse) her, die durch den Ort fließen.

## Wirtschaft
Trois-Rivières ist reich an Landwirtschaftszonen, in denen Bananen, Kaffee und Tabak angebaut werden. Die ausgetrocknete Lava von früheren Vulkanausbrüchen ergibt ein fruchtbares Land.